# Les Champions de la nature
Les Champions de la nature (Champions of the Wild) est une série documentaire en 65 épisodes de 25 minutes, produite par Omnifilm Entertainment (en) et diffusée sur Animal Planet. En France, la série a été diffusée à partir du 12 octobre 1998 sur La Cinquième dans le cadre du programme Le Monde des animaux. Les saisons 4 et 5, inédites à la télévision française, sont disponibles en streaming à partir de 2010 sur la chaîne Top Docs, via les sites internets replay.fr. et YouTube. 
Cette série vise à faire connaître le travail des scientifiques, qui consacrent toutes leurs efforts à protéger et étudier les animaux en voie de disparition. 

## Épisodes

### Saison 1 (1997)
1. Le grizzly
2. Le requin
3. L'ours polaire
4. Le dauphin
5. La baleine à bosse
6. L'orang-outan
7. Le panda
8. Le renard véloce
9. L'orque
10. Le gorille
11. Le lémurien
12. La baleine franche
13. Le loup

### Saison 2 (1998)
1. L'éléphant d'Afrique
2. Le tigre du Bengale
3. Le capucin
4. Rhinocéros blancs et noirs
5. Le chimpanzé
6. La tortue de mer
7. Le koala
8. La loutre de mer
9. La tarentule
10. le kangourou
11. Le parc Ol Jogi
12. Le bélouga du Saint-Laurent
13. La réserve de Nazinga

### Saison 3 (1999)
1. Le lion de Tanzanie
2. Le guépard
3. Le jaguar
4. Le lynx
5. Le chien sauvage d'Afrique
6. L'aigle à tête blanche
7. Le gibbon
8. Le cheval sauvage de Mongolie
9. Le babouin
10. Le crocodile de Cuba
11. La girafe
12. Le caribou de la rivière Porcupine
13. Le chien chasseur d'ours de Carélie

### Saison 4 (2000)
1. L'hippocampe
2. La marmotte
3. Le bonobo
4. La faune d'Ouganda
5. Le gnou
6. Le macaque du Japon
7. Le vervet
8. Le puma
9. Le mouflon d'Amérique
10. La pieuvre
11. Le glouton
12. La hyène
13. L'éléphant de mer

### Saison 5 (2001)
1. Le gorille des montagnes
2. La grue du Canada
3. L'élan
4. Le cerf du Canada
5. Le varan de Komodo
6. Le diable de Tasmanie
7. Le tamarin lion
8. Le lamantin
9. Le tigre de Sibérie
10. Le zèbre
11. L'hippopotame
12. Le blaireau
13. Le crotale

## Fiche technique
- Auteur : Christian Bruyère et Ian Herring
- Réalisateur : Andrew Gardner, Chris Aikenhead, Christian Bruyère, Gary Marcuse
- Musique : Michael Conway Baker, Graele Coleman
- Narrateur : François Devienne
- Adaptation française : Digimage, Télé Europe
- Durée : 65 x 25 minutes
- Année de production : 1997-2001
- Sociétés de production : Omni Film Productions